# 桐生郷
桐生郷（きりゅうごう）は、中世の上野国山田郡（現在の群馬県桐生市）の桐生川流域にあった郷。

## 概要
上野国山田郡の桐生川流域、現在の群馬県桐生市中北部に相当する。中世に桐生氏が本拠とした地域で、桐生川右岸に梅原館と柄杓山城（桐生城）があった。柄杓山城と梅原館の中間地点に桐生氏菩提寺の西方寺があり、本尊の阿弥陀如来座像銘に「大日本国上州桐生郷宝樹山西方禅寺」と見える。
桐生郷を領した桐生氏は、広沢川流域の広沢郷、山田川流域の仁田山郷、渡良瀬川上流域の黒川郷まで勢力を拡大し、後に桐生領54ケ村と呼ばれる地域の基礎を築いたと伝わる。近世に徳川氏の領地となった桐生川流域では、桐生川扇状地上の荒戸原に荒戸新町（桐生新町、現在の桐生市本町・横山町）が建設され、梅原館の南方にあった桐生氏・由良氏の旧城下町に代わって、桐生新町が桐生川流域の中心集落として現在の桐生市街地の基礎となった。